# Google Workspace
Google Workspace (попередні назви G Suite та Google Apps for Work або Google Apps for Your Domain) — це пакет спеціалізованого хмарного програмного забезпечення й інструментів для спільної роботи від компанії Google, доступний за передплатою. Проєкт вперше було запущено 28 серпня 2006 року під назвою «Додатки Google для вашого домену».
У пакет Google Workspace входять такі вебзастосунки від Google, як Gmail, Контакти, Календар, Meet та Chat для спілкування; Currents для залучення співробітників; Диск для зберігання; пакет Google Документів для створення контенту.
Ці продукти доступні широкому загалу безкоштовно, однак у версіях Google Workspace передбачені корпоративні функції: спеціальні адреси електронної пошти в домені компанії (@vashakompaniya.com), від 30 ГБ хмарної пам'яті для збереження документів і електронних повідомлень, а також техпідтримка телефоном і електронною поштою цілодобово та без вихідних. На відміну від готового спеціалізованого програмного забезпечення для офісів, у хмарному пакеті G Suite дані користувачів зберігаються не на традиційних внутрішніх серверах компаній, а в мережі захищених центрів обробки даних Google. Також перевагою є те, що дані та інформація зберігаються миттєво, а потім синхронізуються з іншими центрами даних для резервного копіювання. На відміну від безкоштовних, споживчих послуг, користувачі G Suite не бачать реклами під час використання цих додатків, а інформація та дані в облікових записах G Suite не використовуються для цілей реклами. Крім того, адміністратори G Suite можуть самостійно налаштувати необхідні параметри безпеки та конфіденційності.
За даними Google станом на 2014 рік, пакетами G Suite користувалося понад 5 мільйонів організацій у всьому світі, зокрема 60 % компаній зі списку Fortune 500. Станом на січень 2017 року G Suite нараховував 3 мільйони підприємств, що сплачують абонплату за користування, та 70 мільйонів користувачів тарифу G Suite для освіти.

## Історія
- 10 лютого 2006 року компанія Google запустила в міському коледжі Сан-Хосе тестову версію сервісу Gmail for Your Domain, який дозволяв створювати облікові записи Gmail з адресами на базі доменного імені коледжу та включав інструменти для адміністрування облікових записів[6].
- 28 серпня 2006 року компанія Google випустила Google Apps for Your Domain — пакет застосунків для організацій. Його бета-версія була доступна безкоштовно та включала Gmail, Google Talk, Google Календар і Google Page Creator — сервіс, на зміну якому пізніше прийшли Google Сайти. Дейв Жіруар, який на той час був віцепрезидентом Google і керівником відділу корпоративних рішень, так окреслив переваги цього продукту для підприємців: «Зручна й ефективна електронна пошта, обмін повідомленнями й інші вебсервіси — про все це тепер потурбується Google, а організації зможуть забути про ІТ-проблеми та повністю зосередитися на своїх повсякденних завданнях і потребах користувачів»[7].
- 10 жовтня 2006 року вийшла версія тарифу для навчальних закладів — G Suite for Education[8].
- 22 лютого 2007 року компанія Google представила преміум-версію Google Apps Premier Edition, яка порівняно з безкоштовною передбачала більший обсяг пам'яті (10 ГБ для кожного облікового запису), API для інтеграції рішень із корпоративними процесами й угоду про рівень послуг із гарантією доступності сервісів протягом 99,9 % часу. Вартість передплати становила 50 дол. США за один обліковий запис користувача на рік. За даними Google, серед перших користувачів Google Apps Premier Edition були компанії Procter & Gamble, San Francisco Bay Pediatrics і Salesforce.com[9]. Крім того, всі пакети G Suite змогли використовувати документи та таблиці Google, користувачі могли отримати доступ до Gmail на мобільних пристроях BlackBerry, а адміністратори G Suite отримали можливість додаткового контролю.
- 25 червня 2007 року в G Suite з'явилися нові функції, зокрема переміщення електронної пошти клієнтів із серверів IMAP[10], спільну адресну книгу, попередній огляд Документів Google і Таблиць Google та збільшення розміру вкладень Gmail. Видання ZDNet відзначило, що завдяки появі інструмента для переходу з популярних служб Exchange Server і Lotus Notes продукти G Suite стали реальною альтернативою рішенням Microsoft і IBM[11].
- 3 жовтня 2007 року компанія Google оголосила, що в сервіси Google Apps Premier Edition було додано функції захисту електронної пошти й вони повністю відповідають стандартам, розробленим компанією Postini, яку корпорація Google придбала за місяць до того. Завдяки цьому клієнти отримали змогу точніше налаштовувати фільтри захисту від спаму та вірусів, застосовувати в організації правила збереження даних, відновлювати видалені повідомлення, а адміністраторам стали доступні всі електронні повідомлення користувачів організації[12].
- 28 лютого 2008 року було оголошено про запуск сервісу Google Сайти — простого інструмента для створення інтранет-мереж і корпоративних вебсайтів, який увійшов у склад пакета G Suite[13].
- 9 червня 2010 року компанія Google випустила плагін для синхронізації Google Apps Sync for Microsoft Outlook, який дав змогу користувачам синхронізувати електронну пошту, календарі та контакти в Outlook і G Suite[14].
- 7 липня 2010 року було оголошено про завершення бета-тестування сервісів у складі G Suite (Gmail, Google Календаря, Google Документів, Google Talk)[15].
- 9 березня 2010 року відкрився Google Apps Marketplace — онлайн-магазин корпоративних застосунків для G Suite від незалежних розробників, покликаний полегшити роботу користувачів у хмарі та підвищити ефективність програмного забезпечення. З-поміж постачальників додатків були компанії Intuit, Appirio й Atlassian[16].
- 26 липня 2010 року було представлено Google Apps for Government — версію пакета G Suite, адаптовану до специфіки потреб організацій державного сектора щодо впровадження правил і захисту даних. Компанія Google також заявила, що G Suite став першим пакетом хмарних додатків, який пройшов акредитацію й отримав сертифікат відповідності вимогам Федерального закону США про керування інформаційною безпекою[17].
- 26 квітня 2011 року, майже через п'ять років після виходу Google Apps, компанія Google оголосила, що організації з понад 10 користувачами більше не мали права на безкоштовну версію пакета. Такі компанії повинні були перейти на платну версію, яка отримала назву G Suite for Business. Також було представлено гнучкий план оплати, згідно з умовами якого клієнти сплачують по 5 дол. США за користувача на місяць і можуть скасувати передплату в будь-який момент[18].
- 28 березня 2012 року було запущено Сейф Google — додатковий сервіс у складі пакета G Suite for Business, призначений для архівації й надання електронних документів[19].
- 24 квітня 2012 року компанія Google представила Google Диск — платформу для збереження файлів і спільного доступу до них. Кожен користувач Google Apps for Business отримав по 5 ГБ пам'яті на Диску з можливістю придбати додатковий обсяг[20]. Спостерігачі відзначили, що в результаті цього компанія Google вийшла на ринок послуг хмарного збереження даних і стала конкурентом таких підприємств, як Dropbox і Box[21].
- 6 грудня 2012 року було оголошено про закриття реєстрації в безкоштовній версії G Suite[22].
- 13 травня 2013 року компанія Google збільшила квоту обсягу пам'яті на Диску для клієнтів Google Apps. Окремі квоти у 25 ГБ (Gmail) і 5 ГБ (Диск) було об'єднано в одну — 30 ГБ загального обсягу пам'яті на користувача, яку можна використовувати в усіх продуктах Google Apps (включно з Gmail і Google Диском)[23].
- 10 березня 2014 року було запущено програму Google Apps Referral Program, у рамках якої учасники отримують по 15 дол. США за кожного нового користувача G Suite, що приєднався за їхньою рекомендацією[24].
- 25 червня 2014 року компанія Google представила Drive for Work — нову пропозицію в рамках Google Apps, яка включала необмежений обсяг пам'яті для збереження файлів, розширені звіти про перевірки та нові засоби керування безпекою. Вартість Google Drive for Work становила 10 дол. США за користувача на місяць[25].
- 2 вересня 2014 року лінію корпоративних рішень Google Enterprise було офіційно перейменовано на Google for Work. «Нашим ідеалом ніколи не було традиційне підприємство. Наша ціль — допомогти людям працювати по-новому, — прокоментував голова ради директорів Google Ерік Шмідт. — Саме цю мету відбиває наша нова назва».
- 14 листопада 2014 року було оголошено, що в безкоштовній версії G Suite не підтримуються доменні імена другого рівня й доступні лише псевдоніми доменів[26].
- 29 вересня 2016 року Google оголосила, що Google Apps буде перейменовано на G Suite[27] Потім, 25 жовтня 2016 року, Google запустив перший апаратний продукт для G Suite — Jamboard; 55-дюймова цифрова інтерактивна дошка, що підключена до хмари.[28].
- 6 жовтня 2020 року Google оголосила, що G Suite буде перейменований на Google Workspace[1][29], і що Workspace наголосить на посиленій інтеграції між програмами, наприклад, на можливості створювати Документи в Chat або розпочати дзвінок Meet зсередини презентації[30]. В рамках ребрендингу були змінені логотипи Gmail, Google Диску, Google Документів, Google Календаря, Google Meet та інших продуктів у Google Workspace. Ці нові логотипи відповідали подібним змінам, які відбулися в Google Картах та Google Фото[31][32]. Редизайн логотипів був змішано оцінений кінцевими користувачами[33][34].
- В ніч на 10 серпня 2023 року, Google розпочав проводити масові блокування своїх сервісів у Росії. Російський бізнес компаній, які перебувають під санкціями США, почали скаржитися на закритий доступ до Google Workspace, відсутність доступу до корпоративної пошти, документів, диску та інших корисних для компаній сервісів[35].

## Продукти
Пакети Google Workspace включають такі продукти й сервіси, як Gmail, Chat, Meet, Календар; Диск для зберігання, Google Документи, Google Таблиці, Google Презентації, Google Форми та Google Сайти для співпраці; Панель адміністратора і Сейф для управління користувачами та сервісами.
Усі вони, крім Сейфа Google, входять у базовий пакет, який також містить адреси електронної пошти з користувальницькими доменами та елементи керування для безпеки та конфіденційності, і коштує 5 дол. США на місяць або 50 дол. США на рік за користувача.
Пакет G Suite для бізнесу також включає Сейф Google Apps і дозволяє використовувати багато додаткових спеціальних функцій, включаючи розширені адміністративні елементи керування для Диска, необмежений обсяг пам'яті (або 1 ТБ для кожного користувача, якщо менше 5 користувачів) на Диску, статистичні дані щодо аудиту та звітності щодо вмісту та спільного використання Диска тощо. Його вартість — 10 дол. США за користувача на місяць.

### Gmail
Вебслужба електронної пошти Gmail почала працювати в режимі обмеженого доступу (лише за запрошеннями) 1 квітня 2004 року. Нині це найпопулярніша вебслужба електронної пошти у світі. Для широкого загалу реєстрацію було відкрито у 2007 році. Згідно з даними Google на червень 2012 року, Gmail використовує 425 мільйонів людей.
У безкоштовній споживацькій версії Gmail показуються текстові повідомлення, пов'язані за змістом із поштою користувачів. Найбільш популярними є такі можливості сервісу: 15 ГБ безкоштовної пам'яті, об'єднання повідомлень у ланцюжки, потужний пошук та інтерфейс. Загалом сервіс Gmail у складі Google Workspace подібний до безкоштовної версії, однак його доповнено рядом функцій для корпоративної роботи.
До них належать:
- корпоративні електронні адреси на базі доменного імені клієнта (@vashakompaniya.com);
- гарантія доступності сервісів протягом 99,9 % часу без жодних запланованих простоїв для технічного обслуговування[42];
- 30 ГБ або необмежений обсяг пам'яті, спільної з Google Диском (залежно від тарифного плану);
- відсутність реклами;
- техпідтримка цілодобово та без вихідних;
- Синхронізація з Microsoft Outlook та іншими електронними поштами[41].
- Підтримка доповнень, які інтегрують сторонні програми, придбані в Google Workspace Marketplace, із Gmail[43][44][45].

### Google Диск
Google Диск — це сервіс для збереження та синхронізації файлів, запущений Google 24 квітня 2012 року. Перші чутки про нього з'явилися принаймні за шість років до його виходу. В офіційній заяві компанії Google Диск було описано як «місце, де можна створювати та зберігати всі свої файли, а також ділитися ними й редагувати їх спільно з колегами».
Користувачі Google Диска можуть завантажувати в хмарне сховище файли будь-яких типів, працювати з ними з усіх пристроїв (комп'ютерів, планшетів, смартфонів), а також надавати доступ до цих матеріалів іншим особам. За допомогою застосунку для Mac і ПК файли на комп'ютері й у хмарі можна легко синхронізувати: на комп'ютері створюється спеціальна папка, і всі зміни, внесені у файли в ній, синхронізуються на Диску, у мережі та на пристроях. Користувачі можуть синхронізувати файли між своїм пристроєм і хмарою з додатками для комп'ютерів Microsoft Windows і Apple macOS, а також смартфонів і планшетів Android і iOS. Безкоштовна споживацька версія Google Диска передбачає 15 ГБ пам'яті для збереження даних у Gmail, Google+ Фото й на Диску.
Google Диск у складі Google Workspace також включає додаткові функції для корпоративної роботи. До них належать:.
- 30 ГБ, 2 ТБ, 5 ТБ на користувача або необмежений обсяг пам'яті (залежно від тарифного плану);
- розширені засоби керування адміністратором (залежно від тарифного плану);
- розширені можливості проведення перевірок і створення звітів (залежно від тарифного плану).

### Google Документи, Таблиці, Презентації та Форми
У пакет Google Apps входять онлайн-редактори для створення документів у текстовому й інших форматах, електронних таблиць, презентацій і опитувань. Перші інструменти з цього набору — Google Документи й Таблиці — було випущено 11 жовтня 2006 року.
Google Документи, Таблиці, Презентації та Форми працюють у будь-яких браузерах і на всіх мобільних пристроях із доступом до Інтернету. Користувачі можуть надавати колегам доступ до своїх документів, електронних таблиць, презентацій і опитувань, а тоді разом редагувати файли й додавати коментарі. Додаткові функції включають повну історію змін і можливість роботи з документами офлайн (без інтернет-підключення). Всі внесені зміни у додатках зберігаються автоматично, а історія перегляду відстежує ці зміни
25 червня 2014 року компанія Google оголосила, що в Google Документах, Таблицях і Презентаціях було оптимізовано функції редагування файлів Microsoft Office, без необхідності конвертувати файли. Видання Mashable прокоментувало: «Google позиціонує свої додатки як доступніше рішення для компаній, яким періодично доводиться працювати з файлами Office». Подібна думка неодноразово лунала й в інших статтях на цю тему. У рамках G Suite Google Документи та Презентації входять до додаткових функцій, призначених для бізнесу, включаючи необмежену історію перегляду.

### Google Форми
Google Forms — це додаток для опитувань. Форми містять усі функції співпраці та спільного використання, які можна знайти в Документах, Таблицях та Презентаціях. Вони також можуть використовуватися для створення вікторин, включаючи деякі спеціалізовані функції, які використовуються в освітніх умовах.

### Google Сайти
28 лютого 2008 року було оголошено про запуск Google Сайтів — сервісу, за допомогою якого створювати й редагувати вебсторінки можуть навіть користувачі, не знайомі з HTML або вебдизайном. У Google Сайтах можна створювати сайти (на основі шаблонів або без них), завантажувати вміст (фото, відео тощо), а також керувати дозволами на перегляд і редагування кожної сторінки. Сервіс був введений у лютому 2008 року, щоб допомогти клієнтам швидко збирати різноманітну інформацію в одному місці — зокрема відео, календарі, презентації, вкладення та текст — і легко поділитися ним для перегляду або редагування з невеликою групою.
Google Сайти було випущено в складі платного пакета G Suite, однак незабаром сервіс став доступним і для широкого загалу. Компанії використовують Google Сайти як базу для розробки сайтів проєктів, корпоративних інтранет-мереж і загальнодоступних сайтів.

### Google Календар
13 квітня 2006 року вийшов онлайн-календар від Google, інтегрований із Gmail. Його взаємодія з іншими додатками-календарями відбувається за стандартом iCal.
Google Календар — це інтегрований онлайн-календар із функцією спільного доступу, розроблений для командної роботи. Він призначений для відстеження часу та графіків, був запущений у квітні 2006 року та інтегрується з Gmail для користувачів, щоб легко додавати події з повідомлень електронної пошти безпосередньо до календаря. Для кожного відділу компанії можна створити окремий календар, а потім відкрити до нього доступ будь-яким працівникам організації. Власник може вповноважити іншу особу керувати календарем і подіями в ньому. У Google Календарі також можна відстежувати, чи вільні в потрібний час конференц-зали та спільні ресурси, і резервувати їх для подій.
У рамках програми Google Spacework в календарі Google додаються додаткові функції, призначені для використання в бізнесі, зокрема:
- можливість спільного доступу до календарів (дозволяє відстежувати зайнятість співробітників);
- перегляд календарів усіх працівників команди в єдиному представленні (дає змогу визначати, коли всі співробітники вільні водночас);
- публікування календарів у мережі й інтеграція в Google Сайти;
- простота перенесення даних з Exchange, Outlook, iCal або файлів .ics і .csv;
- можливість резервувати спільні конференц-зали та ресурси.

### Google Chat
Google Chat — це комунікаційне програмне забезпечення, розроблене Google, розроблене для команд, яке забезпечує прямі повідомлення та кімнати командних чатів, подібних до конкурентів Slack та Microsoft Teams, а також функцію групових повідомлень, що дає спільний доступ до вмісту G Диску (Google Документи, Google Таблиці, Google Презентації).
Це одна з двох програм, які замінюють Google Hangouts, інша — Google Meet. Google планував розпочати відокремлення Google Hangouts у жовтні 2019 року.
Google Hangouts залишається частиною Google Workspace, але до кінця 2020 року буде припинений і замінений Google Chat та Google Meet.

### Google Meet
Google Meet — це додаток, що базується на стандартах відеоконференцій, використовуючи власні протоколи для перекодування відео, аудіо та даних. Google співпрацює з Pexip, щоб забезпечити взаємодію між протоколом Google та протоколами SIP/H.323, заснованими на стандартах, щоб забезпечити зв'язок між Hangouts Meet та іншим обладнанням та програмним забезпеченням для відеоконференцій.

### Google Keep
Google Keep — це додаток для створення нотаток з різноманітними інструментами, які включають текст, списки, голос та зображення.
Google Keep став частиною пакета Google Workspace в лютому 2017 року, і в його рамках пропонує додаткові функції, призначені для використання в бізнесі, зокрема:.
- Інтеграція з Документами Google для простого доступу.

### Google Сейф (Google Vault)
28 березня 2012 року було оголошено про запуск додатка Google Сейф — сервісу для архівації й надання електронних документів, доступного лише клієнтам G Suite. Сейф надає користувачам «просте у використанні та економічно ефективне рішення для керування важливою для вашої компанії інформацією та збереженням важливих даних». Компанія Google стверджує, що вона може «зменшити витрати на судові спори, регулювання розслідування та порушення відповідності» шляхом збереження та керування повідомленнями Gmail і чат-журналами з можливістю пошуку та керування даними на основі фільтрів, таких як терміни, дати, відправники, одержувачі та мітки. Сейф дає змогу зберігати й шукати електронні листи, а також забезпечувати цілісність корпоративних даних і їхню відповідність галузевим стандартам і законодавчим вимогам. 25 червня 2014 року сервіс було інтегровано з Google Диском, завдяки чому в Сейфі з'явилася можливість шукати, переглядати й експортувати файли з Диска.
Сейф Google входить у пакет G Suite, який передбачає необмежений обсяг пам'яті й коштує 10 дол. США за користувача на місяць.

### Jamboard
У жовтні 2016 року Google оголосив запуск Jamboard, першого апаратного продукту, розробленого для G Suite. Jamboard являє собою цифрову інтерактивну дошку, яка забезпечує спільні зустрічі та «мозковий штурм». Jamboard підключена до хмари та дозволяє користувачам у різних місцях працювати разом у режимі реального часу за допомогою декількох джембордів або віддалено під'єднаних через додаток для смартфонів.
Jamboard розпізнає різні сенсорні входи, наприклад, використовуючи стилус, для малювання або ластик, для початку роботи, і не вимагає використання батарей. Jamboard — це 55-дюймовий 4-мегапіксельний дисплей із вбудованою камерою HD, динаміками та Wi-Fi.

### Google Workspace Marketplace
У 2010 році було запущено Google Workspace Marketplace (раніше Google Apps Marketplace та пізніше G Suite Marketplace) — онлайн-магазин корпоративних хмарних додатків, які доповнюють і розширюють функціональні можливості G Suite. У Marketplace адміністратори організацій можуть шукати, купувати й розгортати корпоративні хмарні додатки, що інтегруються з G Suite. Сервіс включає категорії «Ділові інструменти», «Продуктивність», «Освіта», «Комунікація» та «Комунальні послуги». Цей магазин доступний для клієнтів G Suite, G Suite Bussines і Google Apps for Education.
Розробники також можуть створювати та продавати в Marketplace власні додатки та сервіси. 6 березня 2014 року компанія Google повідомила, що з часу відкриття магазину Marketplace у 2010 році клієнти G Suite установили з нього додатки понад 200 мільйонів разів.
17 вересня 2014 року в блозі Google було опубліковано новину про те, що в працівників організацій з'явилася можливість установлювати застосунки з Marketplace від незалежних розробників напряму (без посередництва адміністраторів).

### Інші функції

#### Google Cloud Search
Введений в лютому 2017 року Google Cloud Search дає можливість «уніфікованого пошуку» в G Suite. Пошук Cloud Search дозволяє користувачам шукати інформацію по всій лінійці продуктів G Suite. Користувачі можуть також шукати контакти, причому результати включають контактну інформацію про особу, а також спільні події та файли.
У мобільному додатку Cloud Search існує функція «картки допомоги», яку Google описав як «новий спосіб допомогти вам знайти правильну інформацію в потрібний час». Використовуючи технологію машинної розвідки Google, ці картки допоможуть вам підготуватися до майбутньої зустрічі або навіть запропонувати файли, які потребують вашої уваги. Google заявляє, що Cloud Search поважає дозволи на спільне використання файлів, тобто користувачі бачать лише результати файлів, до яких вони мають доступ. Початкова глобальна розробка Cloud Search представила функціональність для клієнтів G Suite Business і Enterprise, а компанія Google заявила, що з часом буде додано більше функціональних можливостей, включаючи підтримку сторонніх програм.

#### Hire
Введений в липні 2017 року «Hire» — це робочий додаток та інструмент керування, розроблений компанією Google для використання в G Suite. Цей інструмент дозволяє роботодавцям відстежувати контактну інформацію кандидатів по роботі, а також резюме, запрошення до календаря та дозволити діловим партнерам обмінюватися відгуками щодо кандидатів.
Заявники можуть вибрати, якою інформацією поділитися з потенційними роботодавцями. Інструмент призначений для підприємств, що базуються в Сполучених Штатах та мають менше 1000 працівників, і інтегрується зі службами Google, такими як Gmail для надсилання повідомлень, Календар Google для відстеження графіків, Таблиці Google для перегляду всіх кандидатів та Google Hangouts для початкових бесід.

#### Інтеграція з IFTTT
В серпні 2024 року Google Chat анонсував нову інтеграцію з IFTTT (If This Then That), що відкрила нові можливості автоматизації. Тепер користувачі як Google Workspace, так і з особистими обліковими записами, можуть автоматизувати чати з понад 1000 популярних програм. Ця нова функція дозволяє підтримувати актуальність спільнот, автоматично публікуючи згадки з Discord, 𝕏 та Facebook у чатах. Інтеграція також доступна для інших сервісів Google Workspace, таких як Gmail, Диск та Календар.

## Тарифи
Реєструючись у Google Workspace, клієнти отримують можливість спробувати тарифи безкоштовно протягом 14 днів. У пробній версії можна створити до 10 облікових записів користувачів. Коли термін її дії завершиться, клієнт має вибрати один із трьох тарифних планів:
- Business Starter  — 5.40 дол. США за користувача на місяць або 50 дол. США за користувача на рік (плюс податок).
- Business Standart  — 10.80 дол. США за користувача на місяць або 120 дол. США за користувача на рік (плюс податок).
- Business Plus  — 18 дол. США за користувача на місяць або 300 дол. США за користувача на рік (плюс податок).
- Enterprise — ціни уточнюються у відділі продажів.

Клієнти, які вибрали щомісячний платіж, можуть придбати необмежений обсяг пам'яті та Сейф Google Apps за 10 дол. США за користувача на місяць. Однак якщо в організації менше п'яти користувачів, доступний обсяг пам'яті для кожного користувача буде обмежено до 1 ТБ.

## Безпека
Компанія Google заявляє, що не володіє жодними правами на дані клієнтів. Google заявляє, що «ми не збираємо, не скануємо і не використовуємо ваші дані G Suite для рекламних цілей і не розміщуємо реклами в службах G Suite, Education або Government basic services». Крім того, компанія зазначає, що «дані, які компанії, школи та державні установи вносять у нашу службу G Suite, не належать компанії Google. Незалежно від корпоративної інтелектуальної власності чи особистої інформації, Google не володіє цими даними, а тому не може продати ці дані третім особам».
Дані зберігаються в центрах обробки Google, які побудовані за допомогою спеціально розроблених серверів, які працюють з їхньою власною операційною системою для забезпечення безпеки та продуктивності, з більш ніж 550 фахівцями з безпеки та конфіденційності в режимі реального часу.
У повідомленні блогу компанія Google заявила, що переваги використання G Suite включають «аварійне відновлення», при якому дані та інформація «одночасно реплікуються в двох центрах обробки даних, так що, якщо один центр обробки даних не працює, ми миттєво передаємо ваші дані на адресу іншого, який також відображає ваші дії». Google визнає, що «ніяке рішення для резервного копіювання від нас чи когось ще не є абсолютно ідеальним». Вони стверджують, що «вклали чимало зусиль, щоб зробити це неможливим». Інформація користувачів зберігається в центрах обробки даних Google протягом установленого клієнтом часу, доступна лише вповноваженим працівникам і не передається іншим сторонам. Клієнт завжди може перенести з G Suite усі свої дані.
Сервіси Google Apps мають корпоративний рівень захисту та відповідають стандартам SSAE 16/ISAE 3402 типу II, SOC 2 (аудит), принципам концепції конфіденційності «безпечна гавань», пройшли сертифікацію ISO 27001 і допомагають забезпечити відповідність таким галузевим стандартам, як Закон США «Про підзвітність і безпечність медичного страхування». У G Suite інтегровано засоби блокування спаму та пошуку вірусів, а також обов'язкової перевірки документів перед завантаженням.
Усі файли завантажуються на Google Диск у зашифрованому вигляді. Кожен вхідний і вихідний електронний лист також шифрується під час пересилання між центрами обробки даних Google. У публікації в блозі G Suite заявляється, що в сервісах немає реклами, безпека інформації клієнтів гарантується суворими договірними зобов'язаннями, а дані користувачів не аналізуються з маркетинговими цілями.

## Клієнтська база
Згідно з даними Google, безкоштовними та платними сервісами G Suite користується понад п'ять мільйонів компаній. Керівник лінії Google for Work Аміт Сінгх заявив, що 60 % підприємств зі списку Fortune 500 використовують пакети G Suite.
Станом на січень 2017 року Google має 3 мільйони підприємств, які платять за G Suite, і понад 70 мільйонів користувачів G Suite для освіти. У число клієнтів Google входять організації з найрізноманітніших країн і галузей: Uber, AllSaints, BuzzFeed, Design Within Reach, Virgin, PricewaterhouseCoopers та інші. Багато з них представлені у відповідному розділі сайту G Suite.

## Програма рекомендацій від Google
10 березня 2014 року було запущено програму рекомендацій G Suite Referral Program, у рамках якої учасники отримують по 15 дол. США за кожного нового користувача Google Apps, що приєднався за їхньою рекомендацією. Спершу програма була доступна тільки партнерам зі США та Канади. Згідно з її правилами, кожен учасник може рекомендувати скільки завгодно клієнтів, однак винагорода пропонується лише за перші 100 кінцевих користувачів кожного клієнта, який приєднався за рекомендацією.
З 4 грудня 2014 року діє партнерська програма Google for Work and Education. Партнери відповідають за продаж, підтримку й оновлення продуктів і платформ у складі цих пакетів.

## Рецензії та відгуки в Інтернеті
Пакети G Suite отримали в Інтернеті багато позитивних відгуків і середню оцінку в 4–5 зірочок із 5. Коментатори відзначають доступну ціну G Suite, широкий асортимент сервісів для найрізноманітніших завдань, легкість у налаштуванні та сумісність із різними типами пристроїв. Дехто критикує недостатні функціональні можливості G Suite, Google Презентацій і Google Документів порівняно з PowerPoint і Microsoft Word, що обмежує можливості професійного оформлення документів.
У серпні 2011 року PC World Tony Bradley писав, що «вартість конкуруючої платформи, такої як G Suite, залежить від того, наскільки це сумісно з конфігураціями та типорозмірами форматування Microsoft Office». Бредлі високо оцінив спільні додатки Google, стверджуючи, що це «краще, що Microsoft пропонує в Office 365». Що стосується ціни, він написав, що «пакет Google є найкращим рішенням. Щорічне ціноутворення на рівні 50 доларів США на одного користувача в рік становить приблизно на третину менше на одного користувача в рік, ніж у Office 365, однак він має еквівалентну функціональність, достатню для більшості малих та середніх організацій».
Гари Маршалл з TechRadar прокоментував у 2016 році, що «коли Office намагається зробити все, що можна собі уявити, набір Google є набагато простішим, ніж це було, коли пакет дебютував у 2006 році, але акцент на простоті та швидкості залишається.» Маршалл писав, що Документи Google це швидкий та зручний спосіб створювати щоденні документи та ділитися ними з колегами. Маршалл високо оцінив роботу у G Suite за те, що вона була «легкою», і високо оцінив імпорт зовнішніх форматів файлів.
Ерік Гревстад, журналіст PC Magazine, написав, що пакет G Suite є «ілюстрацією версії програмного забезпечення правила 80/20. 80 відсотків користувачів ніколи не потребують більше 20 відсотків функцій». Він заявив, що «порівняння G Suite з Office 2016 виглядає як приведення пістолета до боротьби з гарматою. Комплект функцій для ПК розроблений для того, щоб мати практично будь-яку функцію, яка коли-небудь може знадобитися будь-кому».

## Конкуренція
Головний конкурент пакета G Suite на ринку — набір аналогічних корпоративних хмарних рішень Microsoft Office 365. Рецензенти в Інтернеті не дійшли одностайної думки щодо того, який пакет кращий. У деяких відгуках відзначається, що G Suite і Microsoft 365 отримали в мережі майже однакові оцінки, однак їх функціональне наповнення помітно відрізняється.
Основні відмінності між продуктами Google і Microsoft — тарифні плани, доступний обсяг пам'яті та кількість функцій (у сервісах Microsoft 365 їх більше, однак багато з них використовуються дуже рідко).
Як відзначає TechRepublic у 2013 році, плани ціноутворення відрізняються тим, що «G Suite має швидкий та простий платіж вартості своїх стандартних пакетів. На відміну від G Suite, Office 365 має безліч планів, які можуть бути як гарними, так і поганими, це забезпечує певну гнучкість, але також включає в себе складність у підборі найкращого варіанту».
Що стосується відмінностей у функціях, то Office 365 має перевагу для багатьох користувачів, які вже багато років знайомі з Word, Excel та іншими додатками Office, це забезпечує меншу кількість часу на навчання, ніж у G Suite. Але також, багато хто знає, що Office є горезвісним, оскільки завантажується складними, невикористовуваними функціями. Програми G Suite, навпаки, досить прості в навчанні та інтуїтивно зрозумілі.
Google не розкриває дані про кількість користувачів Google Apps і доходи від пакета, через що його успіх на ринку порівняно з Microsoft Office важко оцінити. Згідно з даними на жовтень 2014 року, сервісами Microsoft Office 365 користується сім мільйонів клієнтів, а за останній квартал ця кількість зросла на 25 %. Компанія Microsoft також запропонувала клієнтам, які передплачують хмарну версію Microsoft Office 365, спеціальний бонус — необмежений обсяг пам'яті.
Зараз Google Apps не має конкурентів серед молодих компаній, оскільки вартість запуску такого продукту, як поштовий сервіс, зависока, а ймовірність отримання доходів дуже низька.
Відколи клієнти Google Apps отримали змогу придбати необмежений обсяг пам'яті та Сейф, число рішень-конкурентів Google Apps поповнилося такими продуктами, як Box, Dropbox і OneDrive.
В березні 2020 року Хав'єр Сольтеро, керівник G Suite, заявив, що 2019 року компанія зафіксувала позначку в 2 мільярди активних користувачів сервісів щомісяця.

## Пов'язані продукти
Пакети G Suite — це один із багатьох корпоративних продуктів Google, як-от: Google Cloud Platform, Google Search for Work, Google Maps for Work і Google Chrome for Work.